# Vicia nervata
Vicia nervata är en ärtväxtart som beskrevs av Vladimir N. Siplivinsky. Vicia nervata ingår i släktet vickrar, och familjen ärtväxter. Inga underarter finns listade i Catalogue of Life.